# Ату (острво)
Ату (енгл. Attu Island) је острво САД које припада савезној држави Аљасци. Површина острва износи 896 ². Према попису из 2000. на острву је живело 20 становника.